# Piero Dusio
Piero Dusio (13 de octubre de 1899 - 7 de noviembre de 1975) fue un futbolista, empresario y piloto de carreras italiano. Vinculado como jugador y directivo al club de fútbol Juventus de Turín, fundó la empresa fabricante de automóviles Cisitalia. 

## Semblanza

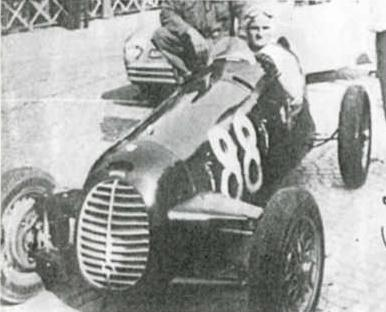
El Cisitalia D46 se nombró en referencia a Piero Dusio (el Dusio 46). El piloto de la imagen es Ilario Bandini

Dusio nació en Scurzolengo, provincia de Asti. Su carrera futbolística activa (tres partidos para la Juventus de Turín en 1921-22) terminó con una lesión en la rodilla, tras lo que inició un negocio textil (hule), que evolucionó hacia artículos deportivos además de convertirse en proveedor de uniformes militares. Dirigió la Juventus Organizzazione Sportiva Anonima (O.S.A.) de 1941 a 1943, que pasó a formar parte de la firma Cisitalia en 1944, e incluso fue presidente de la Juventus de Turín de 1942 a 1948.
Corrió en las Mille Miglia (1929-38), fue sexto en el Gran Premio de Italia de 1936, obtuvo una victoria de clase (50 en la general) en las Mille Miglia en un Siata de 500 cc (1937) y formó la Scuderia Torino (1939).
Como empresario automovilístico, encargó a Dante Giacosa de Fiat el desarrollo de un coche de carreras (1944) y formó el "Consorzio Industriale Sportiva Italia" (1944). La firma se convirtió en Cisitalia, que llegó a contar como colaboradores con Carlo Abarth, Rudolf Hruska y Ferdinand Porsche. Tres D46 encabezaron la Coppa Brezzi local (celebrada con el Gran Premio de Turín de 1946), con Dusio ocupando el primer lugar.
Continuó financiando proyectos de coches de carreras, pero los gastos de ingeniería del complejo modelo 202MM casi arruinaron a Cisitalia (1947), además de involucrar a la corporación Juventus. En consecuencia, Dusio se trasladó a Argentina y estableció Autoar (Automotores Argentinos) S.A.I.C. (22 de marzo de 1949), respaldado financieramente por Juan Domingo Perón. Su hijo, Carlo Dusio continuó dirigiendo la empresa Cisitalia refinanciada en Turín (1948-1964). Aldo Brovarone se expatrió a Argentina para incorporarse a la empresa.
Dusio intentó clasificarse para un Gran Premio de Fórmula 1 (Italia 1952) con un Cisitalia D46, pero no logró marcar el tiempo necesario debido a problemas con el motor. Corrió en el Gran Premio de Buenos Aires en 1954 y también fundó Cisitalia Argentina Industrial y Comercial SA, planeando autos como el Cisitalia 750 (1960).
Murió en Buenos Aires en 1975.

## Palmarés automovilístico

### Campeonato Europeo de Pilotos
(Clave) (negrita indica pole position) (cursiva indica vuelta rápida)
| 1935    | Scuderia Subalpina | MON Ret | FRA | BEL | GER   | SUI | ITA | ESP | 32.º | 55 |
| 1936    | Scuderia Torino    | MON     | GER | SUI | ITA 6 |     |     |     | 18.º | 28 |
| Fuente: |                    |         |     |     |       |     |     |     |      |    |

## Resultados

### Fórmula 1
(Clave) (negrita indica pole position) (cursiva indica vuelta rápida)

| 1952    | Piero Dusio | SUI | 500 | BEL | FRA | GBR | GER | NED | ITA DNQ | NC | 0 |
| Fuente: |             |     |     |     |     |     |     |     |         |    |   |